# (44033) Michez
(44033) Michez est un astéroïde de la ceinture principale.

## Description
(44033) Michez est un astéroïde de la ceinture principale. Il fut découvert le 15 février 1998 à Bologne par l'observatoire San Vittore. Il présente une orbite caractérisée par un demi-grand axe de 2,18 UA, une excentricité de 0,13 et une inclinaison de 2,0° par rapport à l'écliptique.

## Compléments